# Unau d'Hoffmann
Choloepus hoffmanni
Espèce
Statut de conservation UICN

 LC  : Préoccupation mineure
L'unau d'Hoffmann ou paresseux d’Hoffmann (Choloepus hoffmanni) est une des deux espèces d'unaus, avec le paresseux à deux doigts.

## Aire de répartition

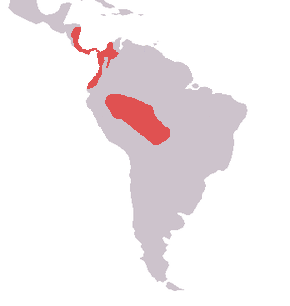
Répartition de l'Unau d'Hoffmann

Son aire de répartition s'étend sur le Pérou, la Bolivie, le Brésil, Équateur, le Venezuela, la Colombie, la Panamá, le Costa Rica, le Nicaragua, et le Honduras.

## Origine du nom
Le nom scientifique et le nom normalisé français rendent hommage au naturaliste allemand Karl Hoffmann.

## Description

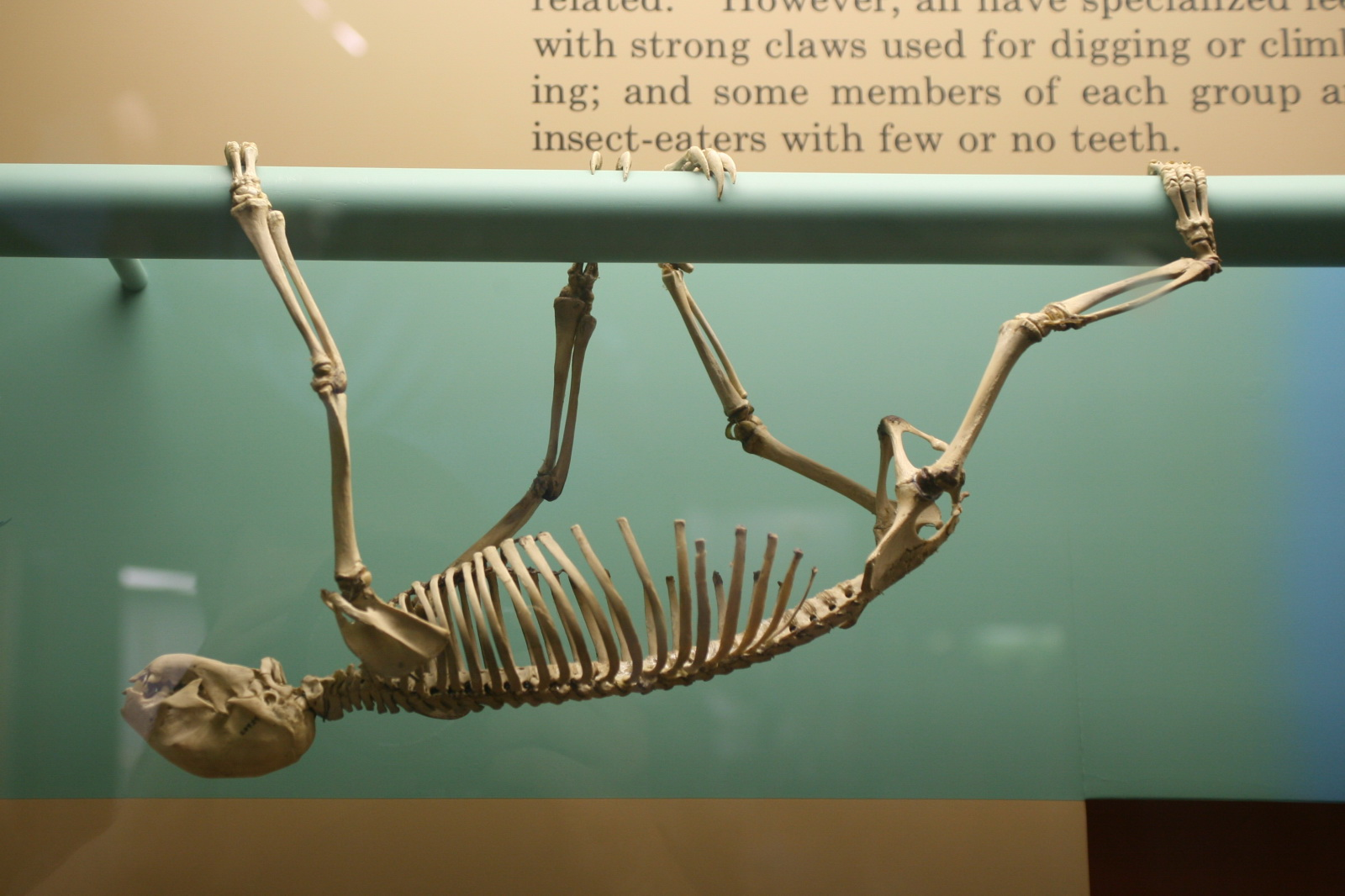
Squelette d'unau d'Hoffmann.